# Извержение вулкана Эйяфьядлайёкюдль (2010)
Извержение вулкана Эйяфьядлайёкюдль (также «Эйяфьядлайёкудль»; исл. Eyjafjallajökull, МФА: [ˈɛɪjaˌfjatlaˌjœːkʏtl̥]о файле) в Исландии началось ночью с 20 на 21 марта 2010 года и проходило в несколько стадий. Главным последствием извержения стал выброс облака вулканического пепла, который нарушил авиасообщение в Северной Европе.

## Первое извержение
С конца 2009 года в Эйяфьядлайёкюдле усилилась сейсмическая активность. До марта 2010 года произошло около тысячи подземных толчков силой в 1—2 балла на глубине 7—10 км под вулканом.
В конце февраля 2010 года GPS-замерами, проводимыми Метеорологическим институтом Исландии, в районе ледника было зафиксировано перемещение земной коры на 3 см в юго-восточном направлении. Сейсмическая активность продолжала увеличиваться и достигла максимума 3—5 марта (по три тысячи подземных толчков в сутки).
Из зоны вокруг вулкана было отселено около 500 местных жителей (так как интенсивное таяние ледника, под которым находился вулкан, могло вызвать подтопление местности). Был закрыт международный аэропорт Кеблавик (город Кеблавик).
19 марта сотрясения начались восточнее северного кратера на глубине 4—7 км. Затем активность начала распространяться к востоку и подниматься к поверхности.
Извержение вулкана началось 20 марта 2010 года между 22:30 и 23:30 GMT. В это время в восточной части ледника образовался разлом длиной 0,5 км (на высоте около 1000 м над уровнем моря, в направлении с северо-востока на юго-запад). Во время извержения больших выбросов пепла не регистрировалось, облако поднималось на высоту около 1 км.
25 марта из-за попавшей в кратер воды от растаявшего ледника произошёл взрыв пара в кратере, после чего извержение перешло в более стабильную фазу.
31 марта около 19 часов (исландское время) открылась новая трещина (длиной 0,3 км) примерно в 200 м к северо-востоку от первой.
До 5 апреля лава фонтанировала из обеих трещин. Площадь, покрытая лавой, составила 1,3 км².

## Второе извержение

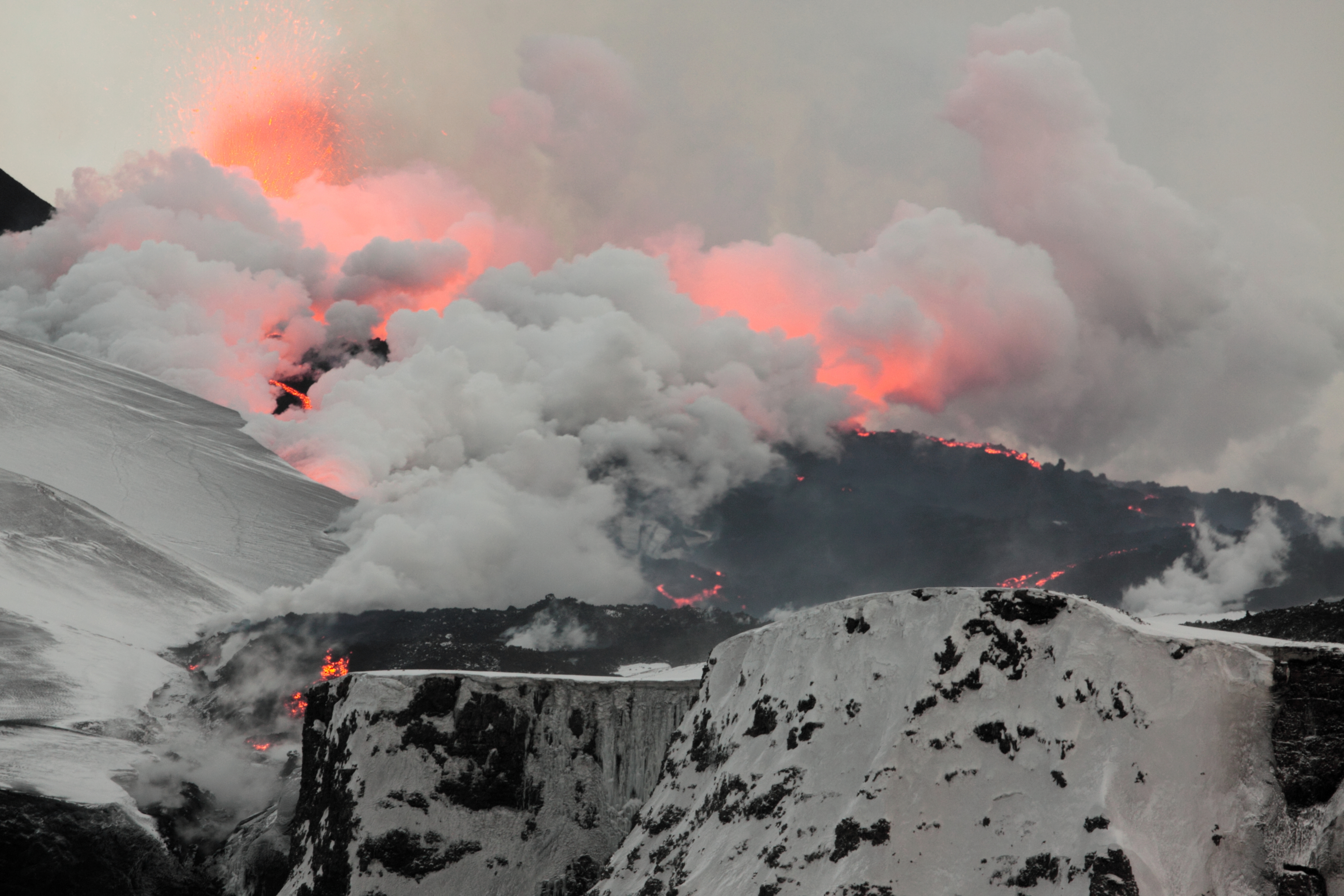
Второе извержение, вид с севера, 2 апреля 2010

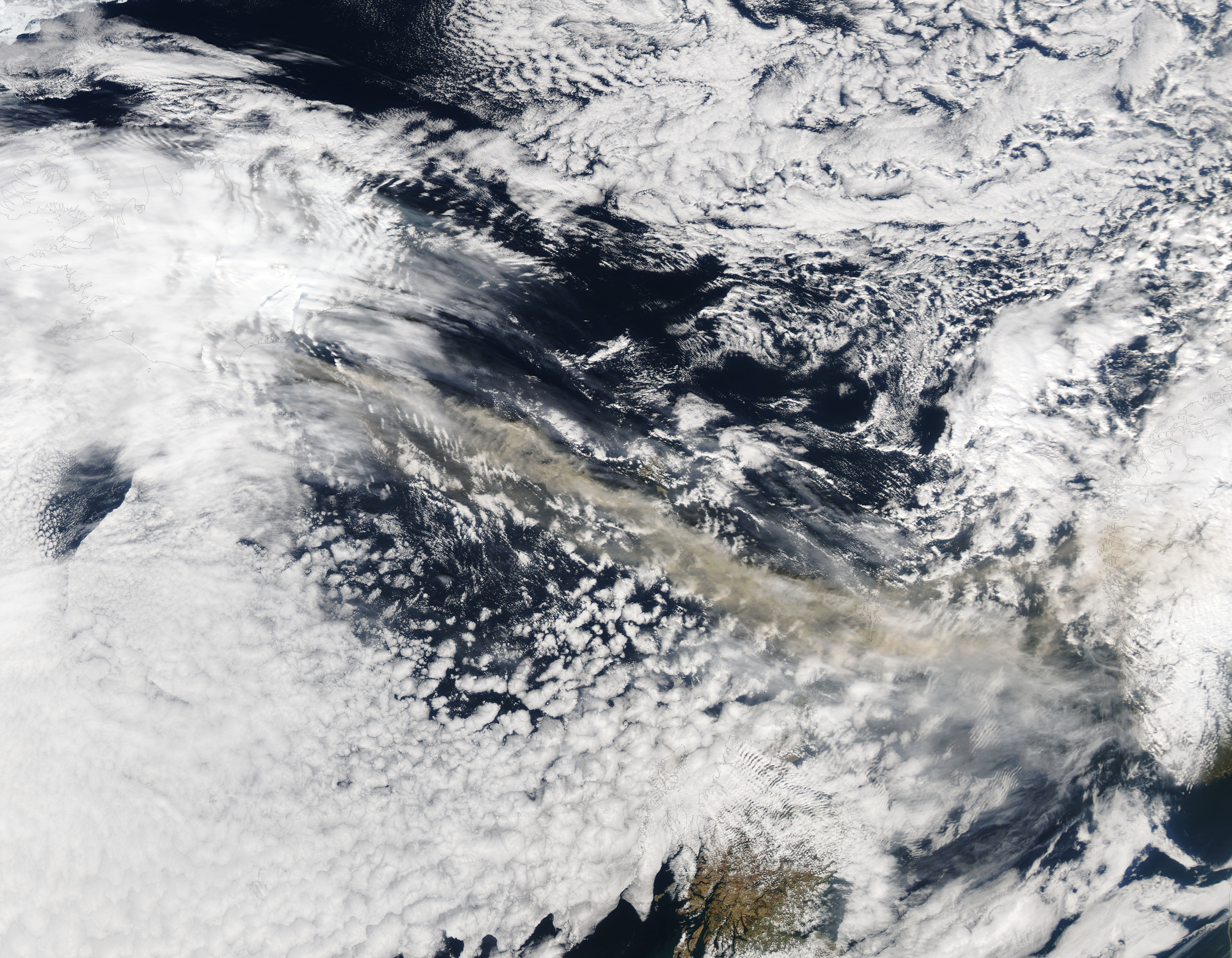
След извержения вулкана 15 апреля в области высокого давления над Норвежским морем. Снимок спутника Aqua.

13 апреля 2010 года около 23:00 была зафиксирована сейсмическая активность под центральной частью вулкана, к западу от двух извергавшихся трещин. Примерно час спустя началось новое извержение на южном краю центральной кальдеры. Столб пепла поднимался на 8 км. Образовалась новая трещина длиной около 2 км (в направлении с севера на юг). Воды от активного таяния ледника стекали как на север, так и на юг, в обитаемые районы. Было эвакуировано около 700 человек. В течение дня талыми водами была затоплена автомобильная трасса, возникли разрушения. В южной Исландии зафиксированы осадки вулканического пепла.
15—16 апреля высота столба пепла достигла 13 км. При попадании пепла на высоту выше 11 км над уровнем моря происходит его попадание в стратосферу с возможным переносом на значительные расстояния. Значительному распространению облака пепла в восточном направлении способствовал антициклон над севером Атлантики.
17—18 апреля извержение продолжалось. Высота столба пепла оценивалась в 8—8,5 км, что означает прекращение попадания изверженного материала в стратосферу.

### Влияние на авиасообщение в Европе
15 апреля 2010 года из-за большой интенсивности извержения и выброса пепла было приостановлено авиасообщение в северной Швеции, Дании, Норвегии и в северных районах Великобритании.
Из-за высокой концентрации вулканического пепла в воздухе 15 апреля 2010 года (пепловое облако поднималось на высоту 6 км) с полудня прекратили свою работу все аэропорты Великобритании, с 21:00 по московскому времени были закрыты аэропорты Дании. Всего по Европе 15 апреля 2010 года было отменено от 5 до 6 тысяч рейсов.
При этом воздушное пространство самой Исландии и её аэропорты оставались открытыми.
Были отложены на неопределённый срок рейсы в Европу (в том числе и в Москву) из стран Америки и Азии (США, Китай, Япония).
По подсчётам Международной ассоциации воздушного транспорта ежедневные потери авиакомпаний от отмены рейсов составляли не менее 200 млн USD.
Ассоциация европейских авиакомпаний 19 апреля призвала «немедленно пересмотреть ограничения и запреты» на полёты в воздушном пространстве Евросоюза. Согласно результатам пробных полётов, проведённых некоторыми европейскими авиакомпаниями, пепел не представляет опасности для воздушного сообщения. Международная ассоциация воздушного транспорта выступила с критикой правительств европейских государств за отсутствие продуманности при введении запретов на полёты. «Европейские правительства приняли решение, ни с кем не посоветовавшись и не оценив степень риска адекватно, — заявил глава ИКАО Джованни Бизиньяни. — Оно базируется на теоретических выкладках, а не на фактах».
По словам генерального директора Транспортной организации ЕС Матиаса Рута, запрет на полёты был вызван компьютерной программой сомнительной научной ценности, которая моделирует распространение вулканического пепла. Он призвал руководителей ЕС рассмотреть возможность принятия правил безопасности, действующих в США. «По другую сторону Атлантики авиакомпаниям дали бы один совет — не летайте над вулканом. В остальном все необходимые меры предосторожности предоставили бы определять самим перевозчикам», — заявил Матиас Рут.
Извержение вулкана помешало лидерам многих глав государств прилететь на похороны президента Польши Леха Качиньского, который разбился в авиакатастрофе под Смоленском 10 апреля 2010 года.

### Распространение вулканического пепла в России
Согласно информации Met Office, Великобритания, по состоянию на 18:36 18 апреля 2010 года вулканический пепел на территории России регистрировался в районе Кольского полуострова, на юге Центрального федерального округа, части Приволжского, Южного и Северо-Кавказского федеральных округов, а также на северо-востоке СЗФО. Санкт-Петербург находился на границе предполагаемого распространения пепла, по прогнозам пепел должен был достигнуть города в ночь с 18 на 19 апреля. На территории Москвы вулканический пепел зарегистрирован не был, и его распространение не ожидалось в ближайшие сутки (19 апреля).
По другой информации, первые частицы вулканического пепла достигли Москвы 16 апреля 2010 года. В ночь с 16 на 17 апреля мелкие частицы пепла можно было собрать на лист бумаги, положенный на подоконник. Изучение частиц под микроскопом показывало наличие обломков кристаллов плагиоклаза и вспененного вулканического стекла.
Как заявила 19 апреля гендиректор метеоагентства Росгидромета Марина Петрова, российские специалисты не наблюдают над территорией России вулканического пепла. Директор Федерального информационно-аналитического центра Росгидромета Валерий Косых сообщил, что данные о пепле над Россией основаны на информации Лондонского центра слежения за вулканическим пеплом. «Основная проблема в том, что никто не может померить концентрацию этого пепла», — отметил он.

### Схемы распространения вулканического пепла

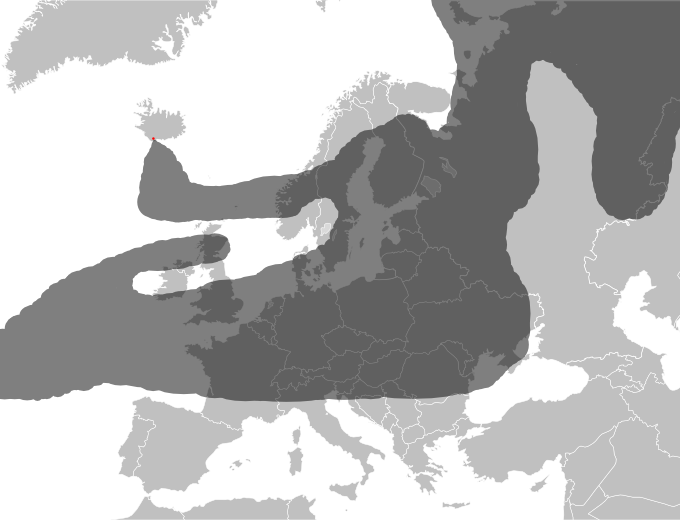
Распространение облака пепла к 17 апреля 2010 18:00 UTC.
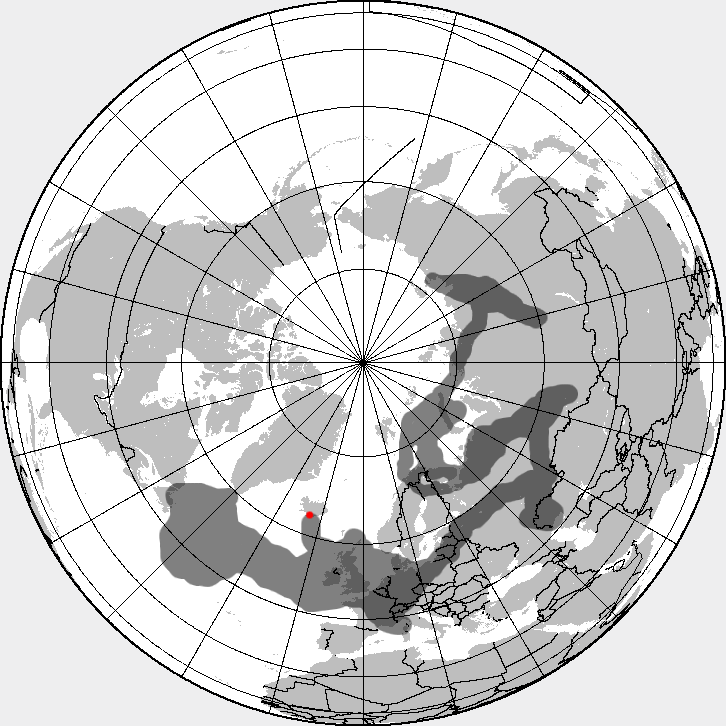
Распространение облака пепла к 19 апреля 2010 18:00 UTC.
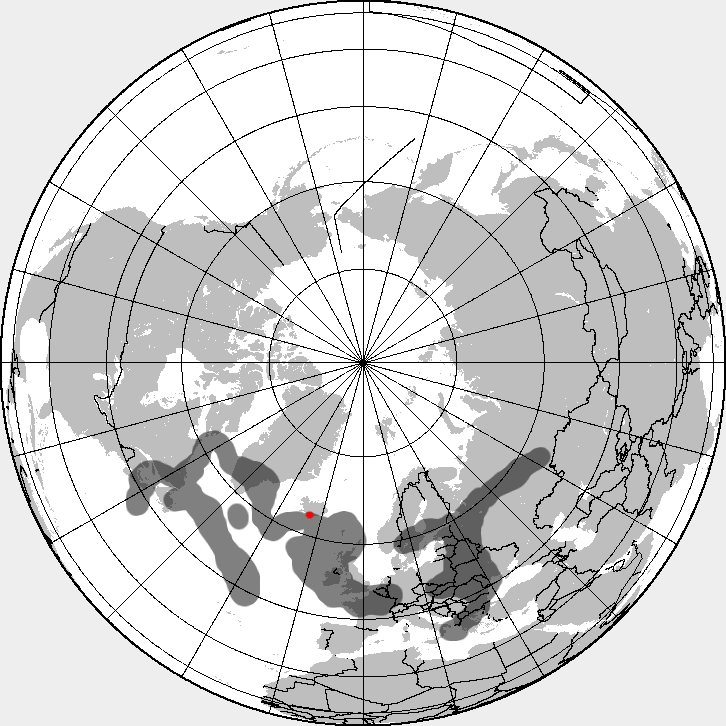
Распространение облака пепла к 21 апреля 2010 18:00 UTC.
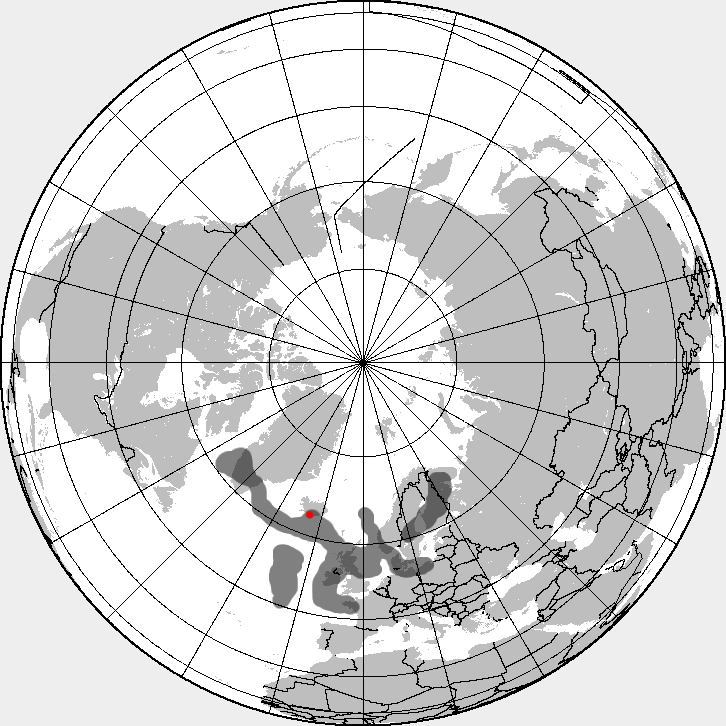
Распространение облака пепла к 22 апреля 2010 18:00 UTC.

### Влияние на окружающую среду
При извержении вулканов выбрасываются огромные объёмы аэрозолей, взвешенных частиц, которые разносятся тропосферными и стратосферными ветрами и поглощают часть солнечного излучения. В результате извержения вулкана Пинатубо в 1991 году на Филиппинах на высоту 35 километров было заброшено столько пепла, что средний уровень солнечного излучения снизился на 2,5 Вт/м², что соответствует глобальному охлаждению по меньшей мере на 0,5—0,7 °С, но, по мнению заместителя директора ИГРАН по науке Аркадия Тишкова, «то, что поднялось в воздух в Исландии, пока даже не достигло объёма в один кубический километр. Эти выбросы не так масштабны, как, например, те, что были отмечены в результате недавних извержений на Камчатке или в Мексике». Он считает, что «это абсолютно рядовое событие», которое может повлиять на погоду, но не вызовет климатических изменений.